# Olle Ericsson
Olle Ericsson (n. 1 iunie 1890, Kumla, Comitatul Örebro, Suedia – d. 25 iulie 1950, Örebro, Suedia) a fost un trăgător de tir ce a reprezentat Suedia, medaliat olimpic. A participat la 2 ediții ale Jocurilor Olimpice (1920, 1924) în care a câștigat o medalie de argint și o medalie de bronz.